# Šen Ťin-lung
Šen Ťin-lung (čínsky pchin-jinem Shěn Jīnlóng, znaky zjednodušené 沈金龙; * říjen 1956 Šanghaj) je čínský admirál, který v letech 2017–2021 sloužil jako velitel Námořnictva Čínské lidové osvobozenecké armády. Byl členem 19. ústředního výboru Komunistické strany Číny.

## Životopis
Šen Ťin-lung se narodil v Šanghaji v říjnu 1956.
V osmnácti letech vstoupil do Námořnictva Čínské lidové osvobozenecké armády a svou vojenskou kariéru tak započal bez důstojnické hodnosti. Důstojníkem se stal v roce 1992, načež mu bylo svěřeno velení fregaty a později eskadry fregat. Následně se stal náčelníkem štábu divize fregat a v roce 2004 velitelem podpůrné základny Severomořské floty. Krátce také sloužil jako velitel/rektor Námořní akademie Ta-lien.
V letech 2011-2014 byl rektorem Námořní velitelské akademie. V srpnu 2014 byl jmenován zástupcem velitele Jihomořské floty a již v prosinci téhož roku jejím velitelem. Zároveň se také stal zástupcem velitele vojenského regionu Kanton, resp. po reorganizaci vojenských regionů v roce 2016 zástupcem velitele jižního válčiště. 29. července 2016 byl Ústřední vojenskou komisí povýšen do hodnosti viceadmirála.
V lednu 2017 se stal velitelem Námořnictva Čínské lidové osvobozenecké armády. V červenci 2019 byl povýšen do hodnosti admirála.
V září 2021 jej na postu velitele Námořnictva ČLOA nahradil admirál Tung Ťün.